# Alessandra Balletto
Alessandra Maria Balletto (Cagliari, 22 maggio 1978) è una giornalista italiana.

## Biografia
Inizia la carriera come giornalista lavorando per una rete locale della Sardegna, Sardegna Uno, e poi per Telearena di Verona, per poi debuttare tra i giornalisti del TG4 come conduttrice del telegiornale e venendo successivamente promossa alla conduzione di Sipario del TG4.
In seguito esce dalla redazione del TG4 per venire arruolata nella squadra di Sport Mediaset, per la quale conduce l'edizione notturna di Studio Sport.
Nel 2006 si spoglia per un servizio per Max.
Dal 2006 al 2009 prende inoltre il posto di Lucia Blini nella trasmissione Controcampo durante i collegamenti con la redazione della testata, mentre dal 2009 è inviata, per i risultati sportivi, per la trasmissione Domenica Cinque di Barbara D'Urso, in onda su Canale 5.
Da novembre 2011 a circa metà 2015 conduceva l'edizione delle 18:30 di Studio Aperto.